# Bergom (België)
Bergom is een gehucht in het noorden van de gemeente Herselt in de Belgische provincie Antwerpen. Het ligt aan de Grote Nete, aansluitend op het prinselijk domein de Merode. Het gehucht staat weliswaar onder de invloedssfeer van Westerlo, waarvan het centrum direct aan de overkant van de Grote Nete ligt.

## Geschiedenis
Oude vermeldingen noemen de plaats Berchem. Het gebied behoorde tot de heerlijkheid Herselt, maar viel parochiaal onder de Sint-Lambertusparochie van Westerlo. Omwille van een groeiende bevolking kreeg het gehucht in 1952 zijn eigen parochie, gewijd aan Onze-Lieve-Vrouw ten Hemel Opgenomen.

## Bezienswaardigheden
- De Onze-Lieve-Vrouw-ten-Hemel-Opgenomenkerk
- De typisch Kempische schuur aan de Varendonksesteenweg
- Het Kapelleke van de Maarschalk is toegewijd aan Maria. Het werd gebouwd in de 18de eeuw ter nagedachtenis van veldmaarschalk Jan-Filips-Eugeen de Merode, Heer van Herselt en Westerlo (1674-1732)
- De beschermde boswachterswoning van het prinselijk domein
- Het park van het Kasteel van Westerlo tegen de grens met Westerlo; het kasteel zelf staat echter aan de overkant van de Grote Nete, in Westerlo.

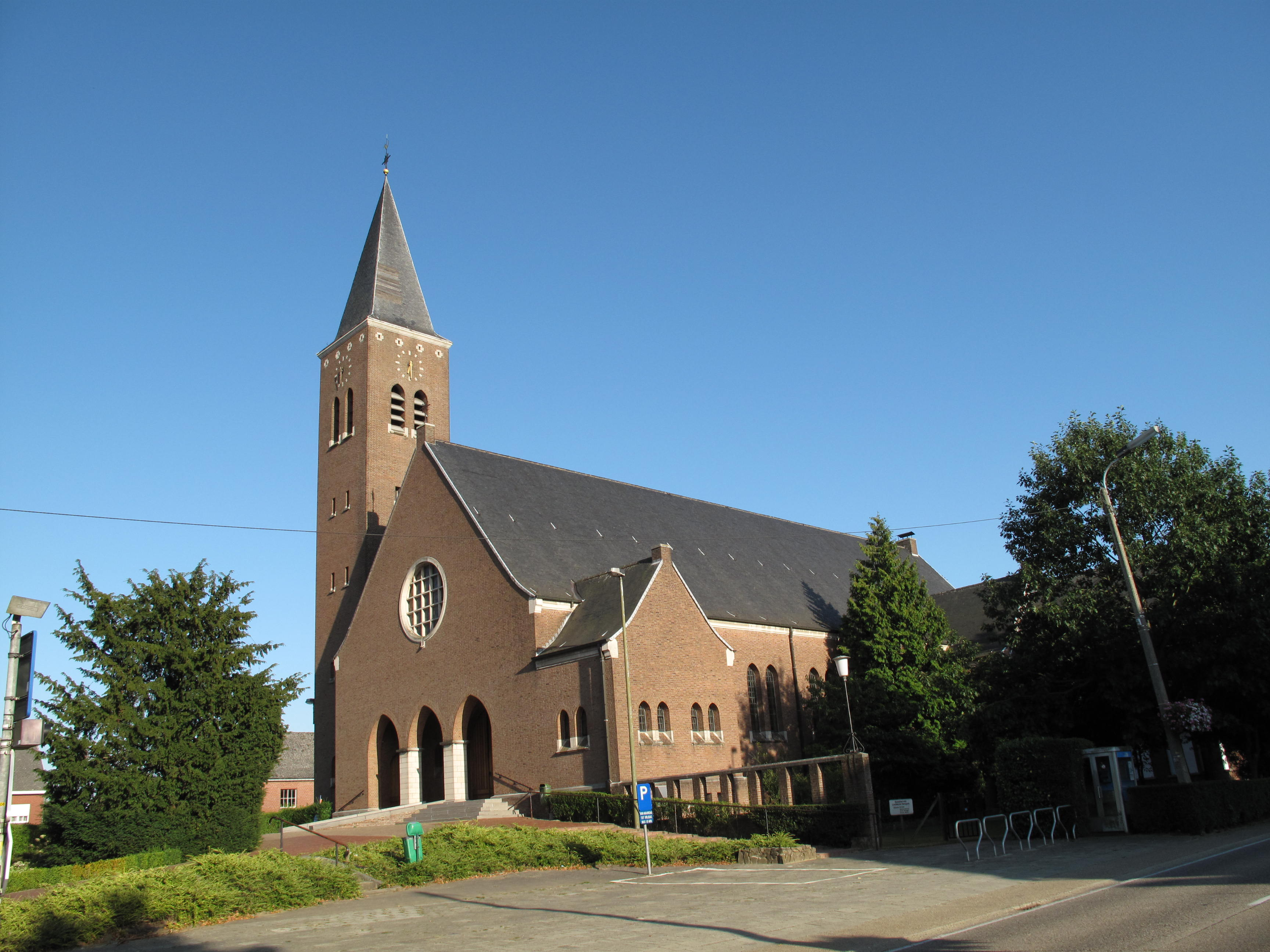
De parochiekerk Onze-Lieve-Vrouw ten Hemel Opgenomen

- De omgrachte Kaaibeekhoeve

## Natuur en landschap
Bergom ligt aan de Grote Nete. Onderdelen van het voormalig landgoed van de Merode zijn nu natuurgebieden, namelijk: Hertberg, Varenbroek en Helschot.

## Nabijgelegen kernen
Westerlo, Herselt, Blauberg, Averbode, Veerle